# Rheinquellhorn
Il Rheinquellhorn (3.200 m s.l.m.) è una montagna delle Alpi dell'Adula nelle Alpi Lepontine.

## Descrizione
Si trova in Svizzera lungo la linea di confine tra il Canton Ticino ed il Canton Grigioni. Il monte si trova a sud-est dell'Adula. Insieme all'Adula ed al Güferhorn dà le sorgenti al Reno Posteriore.
Il toponimo in tedesco significa: Corno (montagna) che dà la sorgente al Reno.